# Into the Blue (1950)
Into the Blue é uma comédia cinematográfica britânica de 1950, dirigida por Herbert Wilcox.